# 網走港

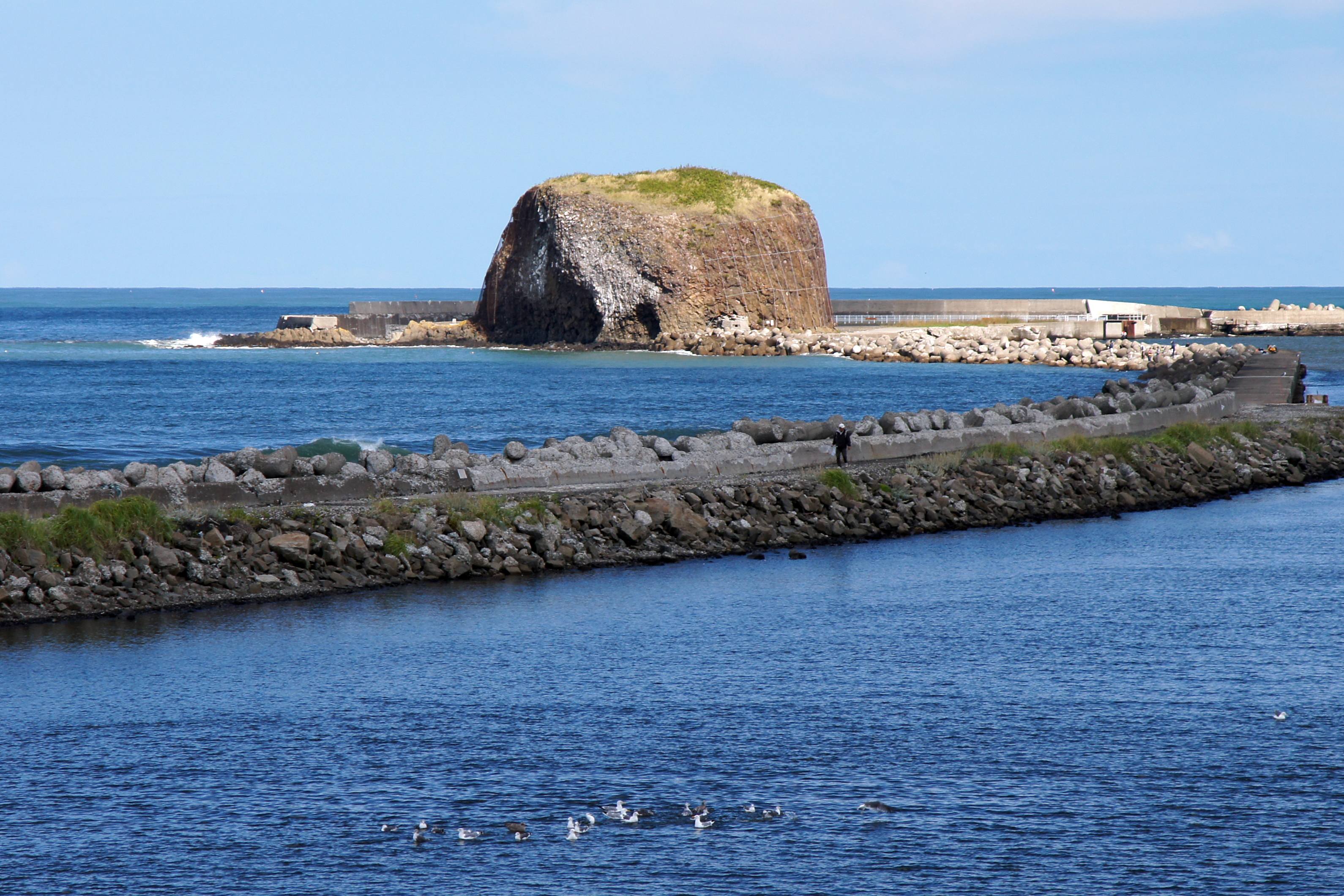
帽子岩（2011年9月）

網走港（あばしりこう）は、北海道網走市にある港湾。港湾管理者は網走市。港湾法上の「重要港湾」に指定されている。
北海道北東部のオホーツク海に面しており、網走川の河口部に位置する河口港から発展した。網走市や北見市を中心とする北網地域の物流を支える港湾、沖合漁業や沿岸漁業の基地としての役割がある。また、旅客船や流氷観光船の発着場になっているなど、観光振興の役割も担っている。
「帽子岩ケーソンドック」は網走港修築工事の付帯施設として大型ケーソン製作のために建設したもので、1923年（大正12年）に竣工した。天然の岩盤（安山岩）を掘削して壁面に利用した構造であり、現在でも使用している。2006年（平成18年）には「土木学会選奨土木遺産」に認定された。

## 港湾施設
港湾施設の詳細については外部リンクの「港湾施設の現況」参照
大型けい船岸等
- 第1ふ頭
- 第2ふ頭
  - 1号岸壁
  - 2号岸壁
- 第3ふ頭
  - 1号岸壁
  - 2号岸壁
- 第4ふ頭
  - 1号岸壁
  - 2号岸壁
- 第5ふ頭
- 南防波堤
  - ドルフィン

小型けい船岸等
- 網走川川筋物揚場
- 船入澗-2.0 m物揚場
- 船入澗-4.0 m物揚場
- 船入澗船揚場
- 第1船溜まり物揚場
- 事業用地物揚場
- 第1物揚場
- 第2物揚場
- 第3物揚場
- 新港船揚場
- 新港小型船だまり-3.5物揚場
- 新港小型船だまり-3.0物揚場

## 官公署
- 網走市役所
- 函館税関釧路税関支署網走出張所
- 小樽検疫所網走出張所
- 北海道開発局網走開発建設部
  - 網走港湾事務所
- 札幌管区気象台網走地方気象台
- 第一管区海上保安本部紋別海上保安部網走海上保安署

## 沿革

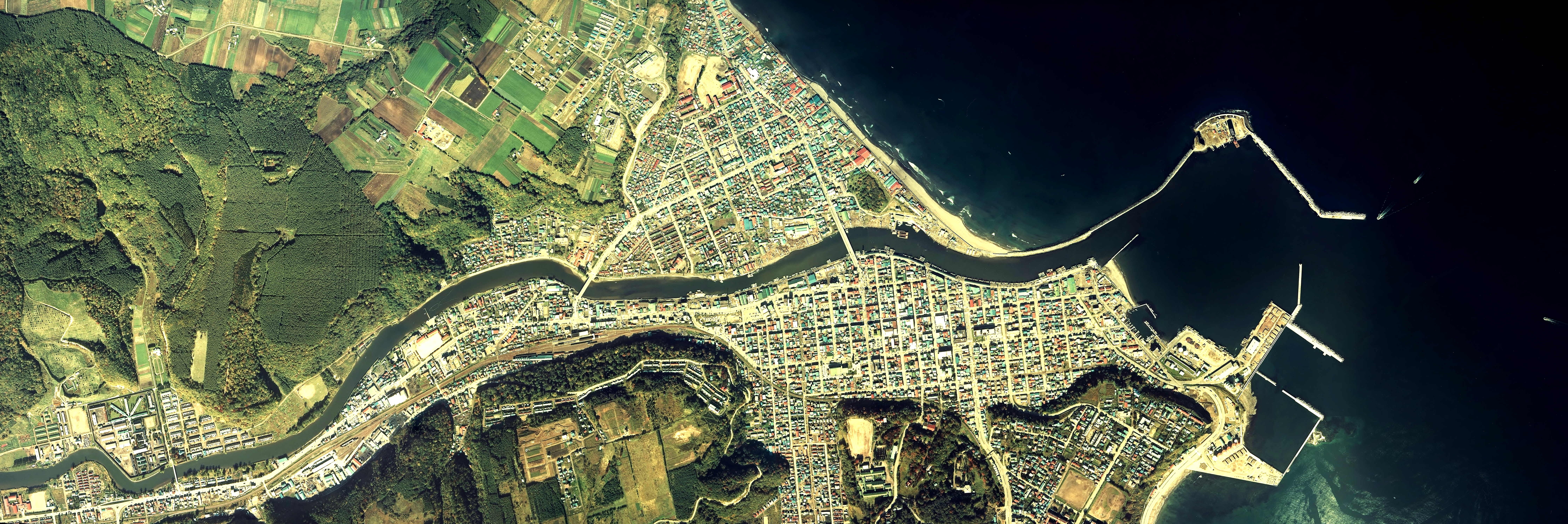
網走市中心部と網走港の空中写真（1977年（昭和52年）撮影の7枚を合成作成）。。

- 1888年（明治21年）：チャールズ・スコット・メークが「網走港修築計画」樹立[2]。
- 1898年（明治31年）：広井勇が「網走港修築基本計画」策定[2]。
- 1916年（大正05年）：「第一期拓殖計画」により「避難港」として修築[2]。
- 1948年（昭和23年）：港則法に基づく「港域」指定[2]。
- 1953年（昭和28年）：網走港港湾管理者設立[2]。
- 1965年（昭和40年）：第2ふ頭完成[2]。
- 1970年（昭和45年）：出入国管理令（出入国管理及び難民認定法）による「出入国管理港」指定[2]。
- 1971年（昭和46年）：第1ふ頭完成[2]。
- 1977年（昭和52年）：植物防疫法による「木材輸入特定港」指定[2]。
- 1978年（昭和53年）：港湾法による「重要港湾」指定[2]。
- 1980年（昭和55年）：「無線検疫港」指定[2]。関税法による「開港」指定[2]。
- 1987年（昭和62年）：第3ふ頭1号岸壁供用開始[2]。
- 1988年（昭和63年）：第3ふ頭2号岸壁、第4ふ頭1号岸壁完成[2]。
- 1991年（平成03年）：流氷観光砕氷船「おーろら」就航[2][7]。
- 1993年（平成05年）：第4ふ頭2号岸壁完成[2]。
- 1994年（平成06年）：「保税蔵置場」指定[2]。
- 1995年（平成07年）：南防波堤（親水防波堤「ぽぽ260」）完成[2]。
- 1996年（平成08年）：第5埠頭岸壁完成[2]。
- 1999年（平成11年）：植物防疫法による「植物検疫港」指定[2]。
- 2002年（平成14年）：新港地区船揚場供用開始[2]。
- 2006年（平成18年）：「網走港帽子岩ケーソンドック」が「土木学会選奨土木遺産」認定[2][5]。
- 2009年（平成21年）：新港地区小型船だまり供用開始[2]。みなと観光交流センター（道の駅流氷街道網走）オープン[2]。
- 2010年（平成22年）：「みなとオアシス」（みなとオアシス網走）登録[8]。

## 参考資料
- “網走港” (PDF).  北海道開発局網走開発建設部. 2017年11月27日閲覧。